# Macowanites russuloides
Macowanites russuloides är en svampart som först beskrevs av Setch., och fick sitt nu gällande namn av Trappe, T. Lebel & Castellano 2002. Macowanites russuloides ingår i släktet Macowanites och familjen kremlor och riskor.   Inga underarter finns listade i Catalogue of Life.